# Бландина Сегал
Бландина Сегале, позната и као сестра Бландина (Чикања 23. мај 1850 — Синсинати, 23. фебруар 1941), била је америчка вјерска сестра и мисионарка, рођена у Италији, која је крајем 19. вијека постала широко позната кроз њену службу на америчкој граници.
Током свог мисионарског рада, сретала се, између осталог и са чувеним одметником „Дивљег запада”, Били Кидом, као и поглавицама индијанских племена Апачи и Команчи. Као педагог и социјални радник дјеловала је у Охају, Колораду и Новом Мексику, помажући Америчким Домороцима, Хиспањолцима и европским имигрантима.
Римокатоличка архиепископија Санта Фе отворила је процес за канонизацију Сегалејеве, за који је дозволу добио од Свете Столице. За ово почасно мјесто, Католичка црква је именовала као „слуга Божији”. Сегалејева је тако постала прва особа у историји Новог Мексика која је предложена за канонизацију унутар Римокатоличке цркве.